# Servizio di trasporto speciale statale
Il Servizio di trasporto speciale statale (in ucraino Державна спеціальна служба транспорту?, Deržavna special'na služba transportu, DSST) è una formazione militare del Ministero della difesa dell'Ucraina con il compito di garantire un servizio di trasporto stabile e affidabile per le Forze armate ucraine.

## Storia
Il Servizio di trasporto speciale statale è stato fondato nel 2004 includendo le Truppe ferroviarie dell'Ucraina, nate nel 1992 in seguito allo scioglimento dell'URSS a partire dal 2º Corpo ferroviario e altre unità delle Truppe ferroviarie dell'Unione Sovietica. È stato posto sotto la giurisdizione del Ministero dei trasporti e delle comunicazioni. Il 5 novembre 2017 il Servizio è stato riformato secondo un'organizzazione militare, costituendo quindi brigate, reggimenti e battaglioni sulla base delle unità precedenti, e venendo subordinato al Ministero della difesa.
Durante l'invasione russa dell'Ucraina del 2022 il Servizio di trasporto speciale statale ha svolto un ruolo cruciale, anche grazie al sostegno dei partner occidentali, nel garantire sostegno logistico alle Forze armate. Nell'ottobre 2024 le compagnie d'assalto formatisi all'interno delle diverse brigate del DSST, le quali erano state impiegate in combattimento durante la battaglia di Bachmut fra il 2022 e il 2023, sono state riunite sotto un comando unificato, costituendo la 7ª Brigata operazioni speciali. All'inizio di dicembre 2024 la 711ª Brigata è stata riorganizzata come unità di sminamento, inviando i suoi soldati in Spagna per l'addestramento.

## Struttura
- Amministrazione del Servizio di trasporto speciale statale (Kiev, unità militare T0100)[5]
- 1ª Brigata "Principe Lev" (Leopoli, unità militare T0110)
  - 11º Battaglione ferroviario (Šeptyc'kyj, unità militare T0200)
  - 18º Battaglione pontieri (Čop, unità militare T0300)
  - 72º Battaglione meccanizzazione (Šeptyc'kyj, unità militare T0410)
- 7ª Brigata operazioni speciali (Kiev, unità militare T0960)
- 26ª Brigata "Dnipro" (Dnipro, unità militare T0120)
  - 19º Battaglione pontieri (Dnipro, unità militare T0310)
  - 1935º Battaglione meccanizzazione (Dnipro, unità militare T0610)
  - 1936º Battaglione meccanizzazione (Kryvyj Rih, unità militare T0400)
- 36ª Brigata di riabilitazione stradale (Konotop, unità militare T0330)
  - 92º Battaglione ferroviario (Konotop, unità militare T0210)
  - 337º Battaglione meccanizzazione (Konotop, unità militare T0420)
- 194ª Brigata pontieri (Novomoskovs'k, unità militare T0320)
- 710ª Brigata di protezione (unità militare T0910)
  -  10º Battaglione sminamento
- 711ª Brigata sminamento (Čop, unità militare T0950)
- 756ª Brigata di protezione (unità militare T0930)
- 762ª Brigata di protezione (unità militare T0940)
- 783ª Brigata di preparazione operativa del territorio (unità militare T0920)
- 12º Battaglione sminamento (unità militare Т0450)
- 8º Centro addestramento "Černihiv" (Černihiv, unità militare Т0500)
- 195ª Base centrale equipaggiamento ferroviario (Kiev, unità militare T0710)

## Comandanti
- Tenente generale Mykola Mal'kov (settembre 2004 - dicembre 2020)
- Maggior generale Bohdan Bondar (marzo 2022 - aprile 2024)
- Maggior generale Oleksandr Jakovec' (aprile 2024 - in carica)